# エミール・デュルケーム
エミール・デュルケーム（デュルケム、デュルケイムとも、Émile Durkheim、1858年4月15日 - 1917年11月15日）は、フランスの社会学者。オーギュスト・コント後に登場した代表的な総合社会学の提唱者であり、その学問的立場は、方法論的集団主義と呼ばれる。また社会学の他、教育学、哲学などの分野でも活躍した。

## 略歴
デュルケームはフランスのロレーヌ地方のエピナルで代々敬虔な信仰を保持したフランス系ユダヤ人の家系に誕生している。父親と祖父はラビであった。また彼の教え子と友人の多くはユダヤ人であり、血縁者であった。
しかし、彼自身は世俗的な人生を送っている。事実、彼の業績の多くは宗教現象が天与の要素よりはむしろ社会的なそれに起因していることを実証したものであった。
彼はパリの高等師範学校(エコール・ノルマル・シュペリウール)で学んだ後、リセで哲学の教授を務めた。1886年にはドイツに留学し、実証的社会科学の方法を学んだとされる。翌年の1887年にはフランスに帰り、アルフレッド・エスピナスに招かれボルドー大学の職に就くとともに、ルイーズ・ドレフェスと結婚する。このボルドー時代に、処女作『社会分業論』や代表作『自殺論』が執筆された。これらの研究成果により、彼の名声は次第に高まることとなった。(『自殺論』については後述)
1902年、デュルケームはフェルディナン・ビュイッソンの後任として、ソルボンヌ大学の教育科学講座に転じた。以降、デュルケームの研究には教育をテーマとしたものが多くなり、『教育と社会学』や『道徳教育論』などの論文を執筆するに至る(ただし、これらが書籍として出版されるのは、彼の死後のことである)。また、他方で彼の宗教研究も続けられており、『宗教生活の原初形態』も執筆された。これらの研究成果は、後に教育社会学および宗教社会学として成立することとなる。
1914年、サラエボ事件以後の国際的な緊張の中で、高等師範学校時代の旧友ジャン・ジョレスは右翼テロの犠牲となった。第一次世界大戦が勃発すると、デュルケームはユニオン・サクレに加入し戦争協力のパンフレットなどを執筆・出版するが、息子アンドレを戦争で失った。この出来事は、日頃の多忙な生活を続けるデュルケームの心身に大きな打撃を与えることとなり、1917年5月にはソルボンヌの講義を中止し、静養することになる。しかしその後、彼はもとの職務に復帰することはなく、同年11月に死去。

## デュルケームの業績

### 社会学主義の提唱者
デュルケームは当時としては斬新な独自の視点から社会現象を分析し、経験科学としての社会学の立場(社会学主義)を鮮明に打ち出した人物である。実証主義の科学としてオーギュスト・コントによって創始された社会学が、未だに学問として確立されていない状況を見たデュルケームは、他の学問にはない独自の対象を扱う独立した科学としての地位を築くために尽力した。
彼は『社会分業論』において、社会学を「道徳科学」と位置づけ、諸個人の統合を促す社会的要因としての道徳(規範)の役割を解明することであると考えた。そしてその後、『社会学的方法の規準』において、社会学の分析対象は「社会的事実」であることを明示し、同時代の心理学的社会学の立場をとっていたガブリエル・タルドを強く批判した。
デュルケームが社会学独自の対象とした「社会的事実」とは、個人の外にあって個人の行動や考え方を拘束する、集団あるいは全体社会に共有された行動・思考の様式のことであり、「集合表象」(直訳だと集合意識)とも呼ばれている。つまり人間の行動や思考は、個人を超越した集団や社会のしきたり、慣習などによって支配されるということである(たとえば、初対面の人に挨拶をすること、うそをつくのは悪いことだと考えることなどは、社会における一般的な行動・思考のパターンとして個人の意識の中に定着したものである)。
彼は、個人の意識が社会を動かしているのではなく、個人の意識を源としながら、それとはまったく独立した社会の意識が諸個人を束縛し続けているのだと主張し、個人の意識を扱う心理学的な視点から社会現象を分析することはできないとして、タルドの心理学的社会学の立場を批判した。
彼の理論は20世紀初頭に活躍した多くの社会学者、民族学者、人類学者などに多大な影響を与えた。また、フランスにおいて初めて社会学の機関紙として、L'ANNÉE SOCIOLOGIQUE(社会学年報、1898年発刊)を創刊し、この機関紙の執筆者や協力者たちによってデュルケーム学派という研究グループが形成された。この学派は、彼の死後マルセル・モースが中心となり、フランスにおける有力な社会学派へと成長するに至っている。

### 『自殺論』
19世紀後半に欧州の自殺率の急上昇が話題になる中、デュルケームが39歳の1897年に公刊された『自殺論』には「社会学研究」というサブタイトルがあり、先述の「社会的事実」を客観的かつ実証的に分析し、その実態を具体的な事例によって明らかにしようとしたデュルケームの意欲作である。
当時のヨーロッパ各国での自殺率が短期間ではほぼ一定値を示した統計資料などか、各社会は一定の社会自殺率を持っているとし、社会の特徴によって自殺がどのように異なるかを明らかにしようとした。デュルケームは、この研究において自殺を個々の人間の心理から説明するのではなく、社会的要因(社会的事実)から4つに類型化している。
公刊の2年前に著書『社会学的方法の基準』においてデュルケームは、「社会的事実の決定要因は、個人の意識ではなく先行した社会的事実にもとめねばならない」という説明の公準をたてており、その適用を本書で試みている。
なお、デュルケーム研究者のアンソニー・ギデンズは、論文『自殺の理論』の中で、「本書は膨大な数に上る自殺未遂の問題を無視してしまった」と批評している。

#### 自殺の四分類
利他的自殺（集団本位的自殺）
集団の価値体系に絶対的な服従を強いられる社会、あるいは諸個人が価値体系・規範へ自発的かつ積極的に服従しようとする社会に見られる自殺の形態。
献身や自己犠牲が強調される伝統的な道徳構造を持つ未開社会、さらにその延長線上にある軍隊組織に見られる自殺・殉死などが該当する（一般人よりも軍人のほうが自殺率が高く、軍隊内では工兵や後方支援部隊の兵士よりも戦闘部隊の兵士のほうが自殺率が高い）。
利己的自殺（自己本位的自殺）
過度の孤独感や焦燥感などにより個人が集団との結びつきが弱まることによって起こる自殺の形態。個人主義の拡大に伴って増大してきたものとしている。
デュルケームによればユダヤ教徒よりもカトリック教徒、カトリック教徒よりもプロテスタント教徒のほうが自殺率が高く、農村よりも都市、既婚者よりも未婚者の自殺率が高いなどと言ったように個人の孤立を招きやすい環境において自殺率が高まるとしている。
ただし、宗教別の自殺率の比較は、その後の研究によって統計上の誤りが証明され、デュルケームが指摘するほどに大きな違いがないことが明らかになっている。
アノミー的自殺
社会的規則・規制がない（もしくは少ない）状態において起こる自殺の形態。集団・社会の規範が緩み、より多くの自由が獲得された結果、膨れ上がる自分の欲望を果てしなく追求し続け、実現できないことに幻滅し虚無感を抱き自殺へ至るものである。つまり、無規制状態の下で自らの欲望に歯止めが効かなくなり、自殺してしまうもので、不況期よりも好景気のほうが欲望が過度に膨張するので自殺率が高まる。
宿命的自殺
集団・社会の規範による拘束力が非常に強く、個人の欲求を過度に抑圧することで起こる自殺の形態（彼はこのパターンについては脚注において説明しているに過ぎないので、「3分類」という場合はこれを含めないので注意が必要）。デュルケーム自身は、この自殺類型に関して具体的な事例を挙げていないが、宮島喬は身分の違いによって道ならぬ恋を成就できずに自殺へ至る「心中」がこれに該当するものとしている。

#### アノミー
アノミー (anomie) は、社会秩序が乱れ、混乱した状態にあることを指す「アノモス(anomos)」を語源とし、宗教学において使用されていたが、デュルケームが初めて社会学にこの言葉を用いたことにより一般化した。デュルケームはこれを近代社会の病理とみなした。社会の規制や規則が緩んだ状態においては、個人が必ずしも自由になるとは限らず、かえって不安定な状況に陥ることを指す。規制や規則が緩むことは、必ずしも社会にとってよいことではないと言える。

### 『道徳教育論』
デュルケーム晩年の作。ソルボンヌ大学に就任後、宗教に依拠しない道徳教育の実践を目指した。道徳性の諸要素を社会学的分析により明らかにした後、学校教育における実践方法について述べている。なお、実践方法にかかわって体罰の問題や教科教育(生物学、歴史、芸術)の果たす役割についても述べている。なお日本語訳版では、道徳性の諸要素については『道徳教育論1』、教育実践方法については『道徳教育論2』として収録されている。

#### 道徳性の三要素
規律の精神
社会集団への愛着
意志の自律性
このうち、最後の「意志の自律性」については、後半の教育実践のところでは十分に触れられていない。

## 著作（日本語訳）
- 『社会分業論』(原著1893年)

田原音和訳、青木書店「現代社会学大系2」復刻版2005年
田原音和訳、ちくま学芸文庫、2017年 ISBN 448-0098313 ※ - 電子書籍刊（以下も）
井伊玄太郎訳、講談社学術文庫（上・下）、1989年
- 『社会学的方法の規準』(原著1895年)

宮島喬訳、岩波文庫 1978年 ISBN 400-3421434
菊谷和宏訳、講談社学術文庫 2018年 ISBN 406-5118468 ※
- 『自殺論』(原著1897年)

宮島喬訳、中公文庫 1985年、改版2018年 ISBN 412-2066425 ※
- 『宗教生活の原初形態』(原著1912年)

古野清人訳、岩波文庫（上・下）、1975年
山崎亮訳、ちくま学芸文庫（上・下）、2014年 ※
表記は「宗教生活の基本形態　オーストラリアにおけるトーテム体系」
- 『社会学講義　習俗と法の物理学』(日本語訳 1974年、第2版1982年、新装版2008年)

宮島喬・川喜多喬訳、みすず書房 ISBN 462-2016974
- 『分類の未開形態』(日本語訳 1980年)

小関藤一郎訳、法政大学出版局 叢書・ウニベルシタス
- 『モンテスキューとルソー　社会学の先駆者たち』(日本語訳 1975年)

小関藤一郎・川喜多喬訳、法政大学出版局・叢書ウニベルシタス
- 『デュルケームドイツ論集』(日本語訳 1993年)

小関藤一郎・山下雅之訳、行路社
- 『デュルケーム家族論集』(日本語訳 1972年)

小関藤一郎訳、川島書店
- 『フランス教育思想史』(日本語訳 1981年)

小関藤一郎訳、行路社
- 『デュルケーム宗教社会学論集』(日本語訳 1983年)

小関藤一郎編訳、行路社
- 『社会主義およびサン‐シモン』(日本語訳 1977年、新版2003年)

森博訳、恒星社厚生閣
- 『デュルケム法社会学論集』(日本語訳 1990年)

内藤莞爾編訳、恒星社厚生閣
- 『社会科学と行動』(日本語訳 1988年)

ジャン・クロード・フィユー編／佐々木交賢・中嶋明勲訳、恒星社厚生閣
- 『社会学と哲学』(日本語訳 1985年)

佐々木交賢訳、恒星社厚生閣
- 『教育と社会学』(原著1922年/日本語訳1976年、新装版1982年)

佐々木交賢訳、誠信書房
古川敦訳、丸善プラネット、2022年。ISBN 978-4863455108
- 『道徳教育論』(原著1925年/日本語訳1964年)

麻生誠・山村健訳、明治図書出版／講談社学術文庫、2010年 ※
古川敦訳「道徳教育」丸善プラネット、2024年。ISBN 978-4863455665